# The Productions of Time
The Productions of Time este un roman science fiction al scriitorului britanic John Brunner. A fost publicat pentru prima oară în Statele Unite de către Signet Books în 1967. A fost republicat de Penguin Books (în Penguin 3141) în anul 1970 și de DAW Books (în DAW 261) în 1977.